# Baía da Traição
Baía da Traição är en kommun i Brasilien.   Den ligger i delstaten Paraíba, i den östra delen av landet, 1 700 km nordost om huvudstaden Brasília. Antalet invånare är 8 007.
Omgivningarna runt Baía da Traição är en mosaik av jordbruksmark och naturlig växtlighet. Runt Baía da Traição är det ganska tätbefolkat, med 54 invånare per kvadratkilometer.